# Чінченко Віталій Пилипович
Віталій Пилипович Чінченко (Чинченко) (27 лютого 1918, місто Єлисаветград, тепер Кропивницький — 21 березня 1990, місто Вінниця) — український радянський партійний і державний діяч, секретар Вінницького промислового обласного комітету КПУ, голова Вінницького міськвиконкому.

## Життєпис
Народився в родині службовця.
У 1939 році вступив до Київського гідромеліоративного інституту, з початком німецько-радянської війни навчався на гідротехнічному факультеті Ташкентського інституту інженерів іригації і механізації сільського господарства, який закінчив у 1944 році.
З 1944 по 1946 рік — інженер на будівництві Фархадської ГЕС у місті Біловат Узбецької РСР. У 1946 році переїхав до батьків у місто Вінницю. 
У 1946—1959 роках працював начальником виробничо-технічного відділу управління водоканалізації, головним інженером Вінницького будівельно-монтажного управління № 524 тресту «Сантехмонтаж» № 1.
Член КПРС з 1954 року.
У 1959—1962 роках — секретар Вінницького міського комітету КПУ.
7 серпня 1962 — 7 січня 1963 року — голова виконавчого комітету Вінницької міської ради депутатів трудящих.
17 січня 1963 — грудень 1964 року — секретар Вінницького промислового обласного комітету КПУ і голова промислового обласного комітету партійно-державного контролю. У грудні 1964 — січні 1966 року — секретар Вінницького обласного комітету КПУ і голова обласного комітету партійно-державного контролю. Одночасно у березні 1963 — грудні 1964 року — заступник голови виконавчого комітету Вінницької промислової обласної ради депутатів трудящих, у грудні 1964 — 1966 року — заступник голови виконавчого комітету Вінницької обласної ради депутатів трудящих.
У 1966 — 27 грудня 1973 року — голова Вінницького обласного комітету народного контролю.
З грудня 1973 року — персональний пенсіонер союзного значення у місті Вінниці.

## Нагороди
- два ордени «Знак Пошани»
- медалі
- Почесна грамота Президії Верховної Ради Української РСР (1963)